# Фрайкселл (лунный кратер)
Кратер Фрайкселл (лат. Fryxell) — небольшой ударный кратер в западной части гор Рук на обратной стороне Луны. Название присвоено в честь американского геолога и археолога Роальда Фрайкселла (1934—1974); утверждено Международным астрономическим союзом в 1985 году. 

## Описание кратера

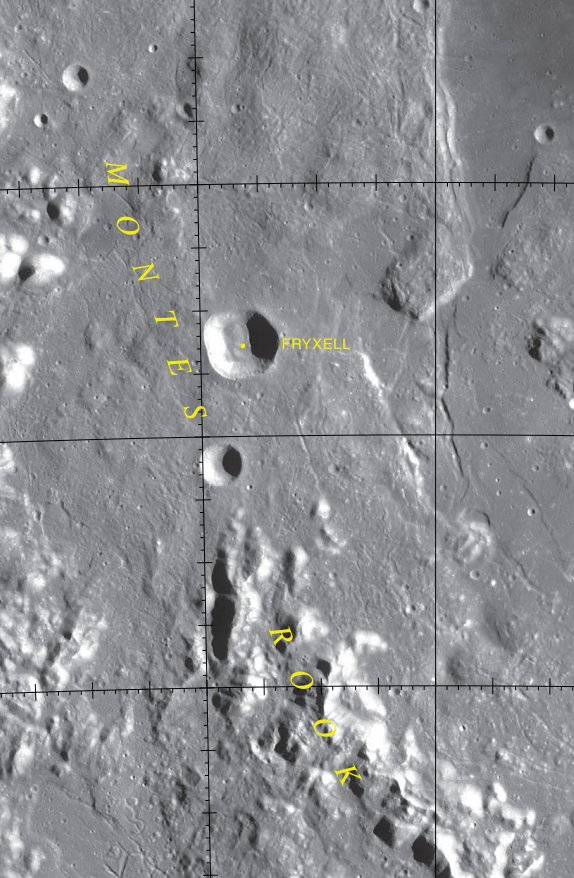
Окрестности кратера Фрайкселл. Снимок зонда Lunar Reconnaissance Orbiter.

Ближайшими соседями кратера являются кратер Ильин на северо-востоке и кратер Голицын на юго-западе. На востоке от кратера расположено Море Восточное. Селенографические координаты центра кратера 21°15′ ю. ш. 101°39′ з. д. / 21,25° ю. ш. 101,65° з. д., диаметр 17,6 км, глубина 1,7 км
Кратер Фрайкселл имеет полигональную форму и практически не разрушен. Вал с четко очерченной кромкой и гладким внутренним склоном с высоким альбедо. Высота вала над окружающей местностью достигает 750 м. Дно чаши пересеченное, без приметных структур.
До получения собственного наименования в 1985 г. кратер имел обозначение Голицын B (в системе обозначений так называемых сателлитных кратеров, расположенных в окрестностях кратера, имеющего собственное наименование).

## Сателлитные кратеры
Отсутствуют.

## См.также
- Список кратеров на Луне
- Лунный кратер
- Морфологический каталог кратеров Луны
- Планетная номенклатура
- Селенография
- Минералогия Луны
- Геология Луны
- Поздняя тяжёлая бомбардировка